# Boží muka (Hlína)
Boží muka stojí na severním okraji obce Hlína v okrese Brno-venkov. Jsou chráněna jako kulturní památka ČR.

## Popis
Boží muka z počátku 19. století stojí na vyvýšeném místě na okraji vesnice u silnice II/395 a byla výrazným orientačním bodem pro dobytčí cestu vedoucí z Dolních Kounic do Ivančic.
Boží muka mají tvar čtyřbokého hranolu.  Na základně se čtvercovým půdorysem je ustupující hranolový sokl, na něm je posazen hranolový pilíř s okosenými a vybranými hranami nároží. V dolní části je pilíř prolomen obdélným záklenkem zaklenutým konchou ve tvaru lastury. Horní část, kaplice, je oddělena od sloupu kordonovou římsou na nárožích zkosenou. Ze tří stran je prolomena plytkými čtvercovými výklenky. Na korunní římsu nasedá stanová střecha ukončena kovovým křížem.